# René Delzangles
René Delzangles est un homme politique français né le 3 juillet 1899 à Villefranque où il est mort le 31 août 1979, dans le département des Pyrénées-Atlantiques.

## Biographie
Docteur en droit et sciences politiques, avocat à la Cour d'Appel de Paris, ancien secrétaire de la conférence du stage, et fils de notable - son père fut longtemps maire de Villefranque -, René Delzangles suit le parcours-type de l'entrée en politique sous la Troisième République. Candidat aux élections législatives de 1932, il est défait par le maire radical-socialiste de Bayonne, Joseph Garat, lequel n'allait pas tarder à s'illustrer dans l'Affaire Stavisky.
En 1936, René Delzangles, devenu adjoint au maire de Villefranque dans l'intervalle, se représente comme radical indépendant, candidat de Front républicain contre le Front populaire. Élu, il s'inscrit au groupe de la Gauche démocratique et radicale indépendante. En 1937, il devient également conseiller général des Basses-Pyrénées.
Le 10 juillet 1940, il vote en faveur de la remise des pleins pouvoirs au Maréchal Pétain, et s'engage immédiatement dans la résistance. Durant l'occupation, il utilise les chemins des contrebandiers basques pour acheminer les courriers en provenance d'Alger, à travers les Pyrénées. Après guerre, il sera décoré de la Croix de Guerre et de la Médaille de la Résistance. Il ne se représente pas pour un mandat parlementaire après la Libération mais devient maire de Villefranque, où il décède en 1979.